# Muzayrib
Muzayrib (tiếng Ả Rập: مزيريب, cũng đánh vần Mzerib, Mzeireb, Mzereeb, Mezereeb hoặc al-Mezereeb) là một thị trấn ở miền nam Syria, thuộc chính quyền của Daraa, nằm ở phía tây bắc Daraa trên biên giới Syria- Jordan. Các địa phương gần đó bao gồm al-Shaykh Saad và Nawa ở phía bắc, Da'el, Tafas và al-Shaykh Maskin ở phía đông bắc, và al-Yadudah ở phía đông nam. Theo Cục Thống kê Trung ương Syria, Muzayrib có dân số 12.640 trong cuộc điều tra dân số năm 2004. Thị trấn cũng là trung tâm hành chính của Muzayrib nahiyah (thuộc tiểu khu) bao gồm chín ngôi làng với dân số kết hợp là 72.625. Muzayrib cũng có một cộng đồng người tị nạn Palestine.

## Lịch sử
Dưới thời Ottoman, thị trấn, nổi tiếng với các suối và chợ, từng là nơi an nghỉ lớn đầu tiên dọc theo tuyến đường caravan Hajj từ Damascus đến Mecca. Cùng với al-Shaykh Saad, Muzayrib từng là trung tâm hành chính chính của vùng Hauran. Vào thế kỷ 16, một pháo đài được xây dựng trong thị trấn theo lệnh của Ottoman Sultan, Selim I. xây dựng nó là một Hatim Tay nhất định. Pháo đài có một cánh cổng uốn cong, không giống như các pháo đài khác của Hajj có lối vào thẳng và được xây dựng từ đá bazan được khai thác tại địa phương. Nằm ở vị trí chiến lược ở vùng nội địa Damascus, pháo đài tại Muzayrib là minh chứng vững chắc nhất cho sức mạnh của Ottoman đối với Damascus, nơi đã trải qua nhiều cuộc nổi dậy, bao gồm cả người dân hoặc quân đoàn Jannissary địa phương. Do đó, lãnh đạo tỉnh Damascus kiểm soát chặt chẽ Muzayrib. Do vai trò quan trọng của nó trong tuyến đường Hajj, một lượng lớn bánh khô đã được cất giữ trong pháo đài để cung cấp cho những người hành hương phụ thuộc vào bánh để duy trì trong quá trình đi qua sa mạc hoặc cung cấp cho cư dân Damascus trong trường hợp thiếu hụt. Pháo đài cũng đóng vai trò là nơi chính quyền Damascus thu thuế từ những người hành hương và là nơi người thừa kế al-hajj (chỉ huy đoàn lữ hành) đã phân phát tiền cho các thủ lĩnh bộ lạc Bedouin để can ngăn họ tấn công những người hành hương Hajj.
Thay vì Janissaries, quân đội đế quốc đã đóng quân tại pháo đài Muzayrib. Đến năm 1672, pháo đài có một đơn vị đồn trú của đế quốc 80 người, một lực lượng gồm 300 người bất hợp pháp được chỉ huy bởi một quan chức quân đội địa phương. Đây cũng là nơi cư trú của qadi (thẩm phán trưởng) của Hauran. Vào thời điểm đó, pháo đài chứa một nhà thờ Hồi giáo, nhà tắm nhỏ và phòng lưu trữ chứa hàng hóa của chính phủ và thương gia. Trong khoảng thời gian từ 1517 đến 1757, đoàn lữ hành Hajj tại Muzayrib đã bị Bedouin tấn công năm lần. Năm 1770, quân đội nổi loạn Ai Cập Ali Bey do Ismail Bey lãnh đạo và một lực lượng đồng minh do Zahir al-Umar, kẻ mạnh Ả Rập của Galilee chỉ huy, dừng lại ở Muzayrib trên đường chiếm Damascus. Khi họ đến Muzayrib để đối đầu với Thống đốc Uthman Pasha, Ismail Bey quyết định rút lui vì cuộc gặp gỡ trùng hợp với sự xuất hiện của đoàn lữ hành Hajj trong thị trấn. Zahir không thành công phản đối việc di chuyển và quân đội phiến quân đã rút lui.
Vào thế kỷ 19, pháo đài tại Muzayrib chứa các nhà kho lớn, nhà nhỏ và một nhà thờ Hồi giáo nhỏ. Một con suối nằm ở phía đông bắc đổ vào một cái ao chứa nhiều cá. Tàn tích nằm dọc theo bờ phía tây của mùa xuân. Những người hành hương Hajj đến Muzayrib, nơi vẫn là nơi an nghỉ chính của tuyến đường caravan, vẫn ở trong thị trấn trong vài ngày, và trong mỗi lần Hajj, một khu chợ mở lớn được tổ chức. Một nhà quan sát nhận xét vào cuối thế kỷ rằng nơi này sẽ nở rộ, nếu không phải là xung quanh đầm lầy và gây sốt.
Thành phố được kết nối với mạng điện báo Ottoman có trụ sở tại Damascus vào năm 1875. Vào cuối những năm 1880, pháo đài ở trong tình trạng mục nát. Một tuyến đường sắt khổ hẹp 103 kilômét (64 mi) nối Muzayrib với Damascus được khánh thành vào ngày 14 tháng 7 năm 1894; tuyến được mở rộng đến thành phố cảng Beirut năm 1895. Tuyến đường sắt, do việc xây dựng dọc theo tuyến đường thương mại chưa phát triển, là một thất bại về tài chính. Tuy nhiên, nó đã giúp mở ra Lebanon và phát triển ngành nông nghiệp ở vùng đồng bằng núi lửa màu mỡ của Golan và Hauran, khiến họ trở thành những nhà sản xuất lúa mì hàng đầu ở Trung Đông. Đến năm 1898, pháo đài tại Muzayrib phần lớn đã bị hủy hoại và trong vòng mười năm, khoảng hai phần ba công trình của nó đã được người dân địa phương tái sử dụng cho các tòa nhà hiện đại ở Muzayrib và các làng lân cận.